# 滇紅
滇紅（てんこう）は中華人民共和国雲南省で作られている紅茶の種類。雲南紅茶（うんなんこうちゃ）とも呼ばれる。
「滇」は雲南省の古称である。
「金毫」（ゴールデンチップ）と呼ばれる明るい色の茶葉が混ざるのが、良い滇紅とされる。チョコレートのようなコク、バラやアーモンドの花のような香りを有する。この香気はウンカの食害からチャノキが防衛のためにシオールという成分を分泌することが影響している。茶葉に加工する発酵過程で強い蜜香に変化する。
また、ライチや龍眼などを加えた場合でも風味を損なうことがない。滇紅の安い茶葉は暗褐色で非常に苦い。
近代には雲南省からプーアル茶とともに王朝に租税として献納された。
20世紀になってから紅茶の生産を開始したため、他の雲南産紅茶との区別は非常に難しい現状がある。